# Franse parlementsverkiezingen 1791

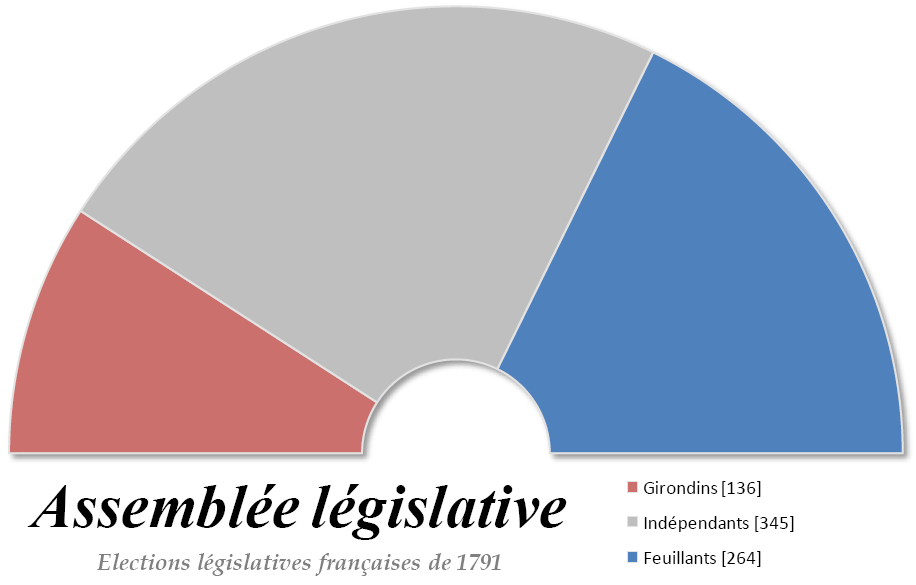
Verkiezingsuitslag 1791

In 1791 werden er Franse parlementsverkiezingen gehouden voor de Wetgevende Vergadering. Het was de eerste keer dat de Fransen een parlement konden kiezen.
De verkiezingen vonden getrapt plaats volgens een decreet van 1789 (de grondwet van 1791 was nog niet in voege). In een eerste fase (in juni) kwam in de hoofdplaats van elk kanton een assemblée primaire van actieve burgers samen om te stemmen op kiesmannen (électeurs). De cijns voor deze laatsten lag hoger dan voor de gewone actieve burgers. In de tweede fase, van 29 augustus tot 5 september, verenigden de kiesmannen zich per departement in een assemblée électorale om de eigenlijke gedeputeerden aan te duiden.
De opkomst voor de primaire vergaderingen lag tussen 25% en 29%. Er waren 468.923 stembiljetten op ongeveer 2 miljoen actieve burgers, wat 23% à 24% zou opleveren, maar dit percentage moet naar boven worden bijgesteld omdat sommigen opdaagden en stemden zonder stembiljet.
Een deel van de verkozenen was aangesloten bij een van de drie opkomende fracties in de nieuwe wetgevende vergadering; de feuillants, de cordeliers en de jakobijnen (de montagnards, omdat zij het hoogste zaten in de vergadering), ook zaten er onafhankelijken in de Wetgevende Vergadering. De fracties hadden maar een vaag georganiseerd programma. De feuillants steunden echter een constitutionele monarchie, de girondijnen een gematigd republikeins beleid en de cordeliers een radicaaldemocratische grondwet, die gesteund zou zijn door de lagere klassen. Na deze fracties kwamen er meer dominante facties op: de Jakobijnen, de girondijnen en de Marais-partij, die vooral bestond uit gematigden.

## Uitslag
| Partij          | zetels |
| --------------- | ------ |
| Onafhankelijken | 389    |
| Feuillants      | 265    |
| Girondijnen     | 136    |

## Voetnoten
1. ↑  Décret du 22 décembre 1789 relatif à la constitution des assemblées primaires et des assemblées administratives
2. ↑  Melvin Edelstein, The French Revolution and the Birth of Electoral Democracy, 2016, p. 225. Gearchiveerd op 11 juli 2023.